# Commonwealth Games 2022/Cricket
Bei den Commonwealth Games 2022 in Birmingham, England, wurde vom 29. Juli bis 7. August 2022 im Cricket ein Frauen-Wettbewerb im Twenty20 ausgetragen. Austragungsort war der Edgbaston Cricket Ground. Im Finale konnte sich Australien mit 9 Runs gegen Indien durchsetzen.

## Vorgeschichte
Cricket war das letzte Mal im One-Day International-Format bei den Commonwealth Games 1998 in Kuala Lumpur mit einem Männer-Wettbewerb vertreten. Im August 2019 wurde festgelegt, das Frauen-Cricket im Twenty20-Format für die Ausgabe 2022 dabei sein sollen.

## Qualifikation
Der Qualifikationsprozess wurde vom Weltverband International Cricket Council (ICC) im November 2020 festgelegt. Neben dem Gastgeber England sind sechs platzierte Frauen-Mannschaften über die ICC-Rangliste sowie der Gewinner eines Qualifikationsturniers qualifiziert. Dabei müssen die Mannschaften die über die ICC-Rangliste ihre Qualifikation erhalten vier Regionen repräsentieren. Im Fall der Qualifikation der West Indies, musste in einer internen Qualifikation bestimmt werden welche Nation an den Spielen teilnehmen wird. Nachdem das vorgesehene Twenty20-Blaze-2021-Turnier abgesagt werden musste, qualifizierte sich Barbados als Gewinner der Twenty20 Blaze 2018/19 direkt für die Spiele.
Direkt qualifizierten sich die folgenden Mannschaften:
| - Australien - England - Indien | - Neuseeland - Pakistan - Südafrika |

Über die Qualifikation in den West Indies qualifizierte sich eine Mannschaft.
| - Barbados |

Über die globale Qualifikation qualifizierte sich eine weitere Mannschaft.
| - Sri Lanka |

## Kaderlisten
Die Mannschaften benannten die folgenden Kader vor dem Turnier.
| Twenty20 | Twenty20 | Twenty20 | Twenty20 |
| Australien | Barbados | England | Indien |
| --- | --- | --- | --- |
| - Meg Lanning (K) - Rachael Haynes (VK) - Darcie Brown - Nicola Carey - Ashleigh Gardner - Grace Harris - Alyssa Healy - Jess Jonassen - Alana King - Tahlia McGrath - Beth Mooney - Ellyse Perry - Megan Schutt - Annabel Sutherland - Amanda-Jade Wellington | - Hayley Matthews (K) - Aaliyah Alleyne - Shanika Bruce - Shai Carrington - Shaunte Carrington - Shamilia Connell - Deandra Dottin - Keila Elliott - Trishan Holder - Kycia Knight - Kyshona Knight - Alisa Scantlebury - Shakera Selman - Tiffany Thorpe - Aaliyah Williams | - Heather Knight (K) - Natalie Sciver (VK) - Maia Bouchier - Katherine Brunt - Alice Capsey - Kate Cross - Freya Davies - Sophia Dunkley - Sophie Ecclestone - Sarah Glenn - Amy Jones - Freya Kemp - Bryony Smith - Issy Wong - Danni Wyatt                                             | - Harmanpreet Kaur (K) - Smriti Mandhana (VK) - Taniya Bhatia (wk) - Yastika Bhatia (wk) - Harleen Deol - Rajeshwari Gayakwad - Sabbhineni Meghana - Sneh Rana - Jemimah Rodrigues - Deepti Sharma - Meghna Singh - Renuka Singh - Pooja Vastrakar - Shafali Verma - Radha Yadav                     |
| Neuseeland | Pakistan | Südafrika | Sri Lanka |
| - Sophie Devine (K) - Suzie Bates - Eden Carson - Lauren Down - Izzy Gaze - Claudia Green - Maddy Green - Brooke Halliday - Hayley Jensen - Fran Jonas - Jess Kerr - Amelia Kerr - Rosemary Mair - Jess McFadyen - Georgia Plimmer - Hannah Rowe - Lea Tahuhu  | - Bismah Maroof (K) - Aiman Anwer - Aliya Riaz - Anam Amin - Ayesha Naseem - Diana Baig - Fatima Sana - Gull Feroza (wk) - Iram Javed - Kainat Imtiaz - Muneeba Ali (wk) - Nida Dar - Omaima Sohail - Sadia Iqbal - Tuba Hassan                                              | - Suné Luus (K) - Anneke Bosch - Tazmin Brits - Trisha Chetty - Lara Goodall - Sinalo Jafta - Marizanne Kapp - Ayabonga Khaka - Masabata Klaas - Nadine de Klerk - Nonkululeko Mlaba - Mignon du Preez - Tumi Sekhukhune - Shabnim Ismail - Chloe Tryon - Delmi Tucker - Laura Wolvaardt | - Chamari Athapaththu (K) - Nilakshi de Silva - Kavisha Dilhari - Vishmi Gunaratne - Ama Kanchana - Achini Kulasuriya - Sugandika Kumari - Hasini Perera - Udeshika Prabodhani - Oshadi Ranasinghe - Inoka Ranaweera - Harshitha Samarawickrama - Anushka Sanjeewani - Malsha Shehani - Rashmi Silva |

## Vorrunde

### Gruppe A
Tabelle
| Gruppe A   | Sp. | S | N | NR | P | NRR    |
| ---------- | --- | - | - | -- | - | ------ |
| Australien | 3   | 3 | 0 | 0  | 6 | +2.596 |
| Indien     | 3   | 2 | 1 | 0  | 4 | +2.511 |
| Barbados   | 3   | 1 | 2 | 0  | 2 | –2.953 |
| Pakistan   | 3   | 0 | 3 | 0  | 0 | –1.927 |

Spiele
| 29. Juli Scorecard | Birmingham | Indien 154-8 (20)                | – | Australien 157-7 (19) |
|                    |            | Australien gewinnt mit 3 Wickets |   |                       |

Indien gewann den Münzwurf und entschied sich als Schlagmannschaft zu beginnen. Eine erste Partnerschaft bildeten die Eröffnungs-Batterinnen Smriti Mandhana und Shafali Verma. Mandhana schied nach 24 Runs aus und an der Seite von Verma etablierte sich Harmanpreet Kaur. Verma schied nach 48 Runs aus und Kaur erreichte ein Fifty über 52 Runs, auch wenn sich keine weitere Spielerin an ihrer Seite etablieren konnte. So endete das Innings mit einer Vorgabe von 155 Runs. Beste australische Bowlerin war Jess Jonassen mit 4 Wickets für 22 Runs. Australien verlor zunächst früh drei Wickets, bevor Tahlia McGrath 14 Runs erreichte. Daraufhin etablierte sich Ashleigh Gardner und an ihrer Seite erzielte Grace Harris 37 Runs. Zusammen mit Alana King konnte sie dann die Vorgabe einholen. Gardner erreichte dabei ein Half-Century über 52* Runs und King 18 Runs. Beste indische Bowlerin war Renuka Singh mit 4 Wickets für 18 Runs.
| 29. Juli Scorecard | Birmingham | Barbados 144-4 (20)          | – | Pakistan 129-6 (20) |
|                    |            | Barbados gewinnt mit 15 Runs |   |                     |

Pakistan gewann den Münzwurf und entschied sich als Feldmannschaft zu beginnen. Für Barbados konnte Eröffnungs-Batterin Hayley Matthews zusammen mit der dritten Schlagfrau Kycia Knight eine Partnerschaft über 107 Runs erzielen. Matthews schied nach einem Fifty über 51 Runs aus und Knight beendete das Innings mit ungeschlagenen 62* Runs. Beste pakistanische Bowlerin war Fatima Sana mit 2 Wickets für 41 Runs. Für Pakistan konnte zunächst Eröffnungs-Batterin Muneeba Ali 17 Runs erreichen, bevor Nida Dar sich etablierte. An deren Seite erzielte Aliya Riaz 14 Runs, während Dar das Innings zwar mit einem Half-Century über 50* Runs beendete, die vorhgabe jedoch nicht einholen konnte. Vier pakistanische Bowlerinnen erzielten jeweils ein Wicket.
| 31. Juli Scorecard | Birmingham | Pakistan | – | Indien |
|                    |            |          |   |        |

Pakistan gewann den Münzwurf und entschied sich als Schlagmannschaft zu beginnen. Eine erste Partnerschaft bildeten Eröffnungs-Batterin Muneeba Ali und dritte Schlagfrau Bismah Maroof. Maroof schied nach 17 Runs aus und kurz darauf Ali nach 32 Runs. Nachdem Omaima Sohail und Ayesha Naseem nach jeweils 10 Runs ausschieden konnte Aliya Riaz bis zu ihrem Ausscheiden 18 Runs erreichen. Das innings endete damit, dass Pakistan Indien eine Vorgabe von 100 Runs setzte. Beste Bowlerinnen waren Sneh Rana mit 2 Wickets für 15 Runs und Radha Yadav mit 2 Wickets für 18 Runs. Indien begann mit den beiden Eröffnungs-Batterinnen Shafali Verma und Smriti Mandhana. Verma schied nach 16 Runs aus und ihre Nachfolgerin Sabbhineni Meghana erreichte 14 Runs. Mandhana konnte dann die Vorgabe mit einem Fifty über 63* Runs einholen. Die pakistanischen Wickets erzielten Tuba Hassan und Omaima Sohail.
| 31. Juli Scorecard | Birmingham | Barbados 64 (20)                 | – | Australien 68-1 (8.1) |
|                    |            | Australien gewinnt mit 9 Wickets |   |                       |

Australien gewann den Münzwurf und entschied sich als Feldmannschaft zu beginnen. Für Barbados konnte Eröffnungs-Batterin Hayley Matthews 18 Runs erzielen, soich jedoch keine weitere Spielerin etablieren. So setzten sie eine Vorgabe von 65 Runs. Beste australische Bowlerinnen waren Alana King mit 4 Wickets für 8 Runs und Tahlia McGrath mit 3 Wickets für 13 Runs. Für Australien konnten Alyssa Healy (23* Runs) und Meg Lanning (36* Runs) im neunten Over einholen. Das west-indische Wicket erzielte Shanika Bruce.
| 3. August Scorecard | Birmingham | Australien 160-2 (20)          | – | Pakistan 116-8 (20) |
|                     |            | Australien gewinnt mit 44 Runs |   |                     |

Australien gewann den Münzwurf und entschied sich als Schlagmannschaft zu beginnen. Eröffnungs-Batterin Beth Mooneykonnte zusammen mit der vierten Schlagfrau Thalia McGrath eine Partnerschaft aufbauen und beide Batterinnen blieben bis zum Ende des Innings ungeschlagen. Nach gemeinsamen 141 Runs gaben die Pakistan eine Vorgabe von 161 Runs, wobei Mooney 70* Runs und McGrath 78* Runs erreicht hatte. Die pakistanischen Wickets erzielten Sadia Iqbal und Fatima Sana. Für Pakistan etablierte sich Eröffnungs-Batterin Bismah Maroof. An ihrer Seite erzielte Omaima Sohail 23 Runs, bevor sie Fatima Sana als Partnerin fand. Maroof verlor nach 23 Runs ihr Wicket und Sana beendete das Innings ungeschlagen mit 35* Runs, was jedoch nicht reichte, um die Vorgabe einzuholen. Beste australische Bowlerin war Tahlia McGrath mit 3 Wickets für 13 Runs.
| 3. August Scorecard | Birmingham | Indien 162-4 (20)           | – | Barbados 62-8 (20) |
|                     |            | Indien gewinnt mit 100 Runs |   |                    |

Barbados gewann den Münzwurf und entschied sich als Feldmannschaft zu beginnen. Für Indien konnte Eröffnungs-Batterin Shafali Verma zusammen mit der dritten Schlagfrau Jemimah Rodrigues eine erste Partnerschaft aufbauen. Verma schied nach 43 Runs aus und daraufhin konnte sich Deepti Sharma an der Seite von Rodrigues etablieren. Zusammen erhöhten sie die Vorgabe auf 163 Runs. Rodrigues hatte bis dahin ein Half-Century über 56* Runs erreicht und Sharma 34 Runs erzielt. Die barbadischen Wickets erzielte Shanika Bruce, Shakera Selman und Hayley Matthews. Barbados verlor früh mehrere Wickets, bevor die vierte Schlagfrau Kyshona Knight 16 Runs erreichte. Nach weiteren verlorenen Wickets war Shakera Selman mit 12* Runs die beste verbliebene Batterin. Beste indische Bowlerin war Renuka Singh mit 4 Wickets für 10 Runs.

### Gruppe B
Tabelle
| Gruppe B   | Sp. | S | N | NR | P | NRR    |
| ---------- | --- | - | - | -- | - | ------ |
| Neuseeland | 3   | 2 | 1 | 0  | 4 | +0,068 |
| England    | 3   | 3 | 0 | 0  | 6 | +1.826 |
| Südafrika  | 3   | 1 | 2 | 0  | 2 | +1.118 |
| Sri Lanka  | 3   | 0 | 3 | 0  | 0 | –2.805 |

Spiele
| 30. Juli Scorecard | Birmingham | Neuseeland 167-2 (20)          | – | Südafrika 154-7 (20) |
|                    |            | Neuseeland gewinnt mit 13 Runs |   |                      |

Südafrika gewann den Münzwurf und entschied sich als Feldmannschaft zu beginnen. Die Eröffnungs-Batterinnen Sophie Devine und Suzie Bates konnten eine erste Partnerschaft über 99 Runs erzielen. Devine schied nach 48 Runs aus und wurde durch Amelia Kerr ersetzt die 20 Runs erreicht hatte als sie mit dem letzten Ball des Innings ihr Wicket verlor. Bates hatte zu diesem Zeitpunkt 91* Runs erreicht. Das südafrikanische Wicket wurde durch Nonkululeko Mlaba erzielt. Südafrika verlor früh die Eröffnungs-Batterinnen, bevor Mignon du Preez und Laura Wolvaardt eine Partnerschaft aufbauten. Du Preez schied nach 26 Runs aus und wurde durch Chloe Tryon ersetzt. Als Wolvaardt nach 39 Runs ihr Wicket verlor, wurde sie durch Suné Luus ersetzt. Tryon schied dann nach 39 Runs aus und Luus nach 32 Runs, was jedoch nicht ausreichte, um die Vorgabe einzuholen. Beste Bowlerin für Neuseeland war Sophie Devine mit 3 Wickets für 37 Runs.
| 30. Juli Scorecard | Birmingham | Sri Lanka 106-9 (20)          | – | England 109-5 (17.1) |
|                    |            | England gewinnt mit 5 Wickets |   |                      |

Sri Lanka gewann den Münzwurf und entschied sich als Schlagmannschaft zu beginnen. Hasini Perera erreichte zunächst 17 Runs, bevor Nilakshi de Silva 25 erreichte und nach seinem Ausscheiden Oshadi Ranasinghe 13 Runs. Kurz darauf endete das innings. Beste englische Bowlerin war Sophie Ecclestone mit 3 Wickets für 25 Runs. Für England erzielte Sophia Dunkley 17 Runs und Alice Capsey konnte sich etablieren und an ihrer Seite Natalie Sciver 17 Runs erzielen. Capsey konnte dann zusammen mit Maia Bouchier die Vorgage fast einholen verlor jedoch kurz zuvor nach 44 Runs ihr Wicket. Kurz darauf beendete Bouchier das Innings siegreich mit 21* Runs. Beste sri-lankische Bowlerin war Inoka Ranaweera mit 3 Wickets für 29 Runs.
| 2. August Scorecard | Birmingham | England 167-5 (20)          | – | Südafrika 141-4 (20) |
|                     |            | England gewinnt mit 26 Runs |   |                      |

Südafrika gewann den Münzwurf und entschied sich als Feldmannschaft zu beginnen. Für England konnte sich eine erste Partnerschaft zwischen Danni Wyatt und Alice Capsey bilden. Wyatt schied nach 27 Runs aus und nachdem Natalie Sciver nach 12 Runs ausschied, verlor auch Capsey ihr Wicket nach einem Half-Century über 50 Runs. Die hineinkommende Amy Jones (36* Runs) konnte dann zusammen mit Katherine Brunt (38* Runs) die Vorgabe auf 168 Runs erhöhen. Beste südafrikanische Bowlerin war Shabnim Ismail mit 2 Wickets für 27 Runs. Südafrika begann mit Anneke Bosch und Tazmin Brits. Bosch schied nach 32 Runs aus und wurde durch Laura Wolvaardt ersetzt. Brits verlor nach 38 Runs ihr Wicket und wurde gefolgt durch Chloe Tryon die 16 Runs erreichte. Wolvaardt gelang es dann nicht die Vorgabe einzuholen. Vier englische Bowlerinnen erzielten jeweils ein Wicket.
| 2. August Scorecard | Birmingham | Neuseeland 147-7 (20)          | – | Sri Lanka 102-8 (20) |
|                     |            | Neuseeland gewinnt mit 45 Runs |   |                      |

Neuseeland gewann den Münzwurf und entschied sich als Schlagmannschaft zu beginnen. Eröffnungs-Batterinnen Sophie Devine und Suzie Bates bildeten eine erste Partnerschaft. Devine schied nach 24 Runs aus und Bates nach 34. Ihr folgte Brooke Halliday die zusammen mit Izzy Gaze eine Partnerschaft aufbaute. Halliday verlor nach 22 Runs ihr Wicket und Gaze kurz darauf nach 16 Runs. Abschließend war es Lea Tahuhu mit 20 Runs die die Vorgabe auf 148 Runs erhöhte. Beste sri-lankische Bowlerin war Inoka Ranaweera mit 3 Wickets für 30 Runs. Sri Lanka verlor vier frühe Wickets, bis sich Nilakshi de Silva etablieren konnte. Sie fand nach weiteren verlorenen Wickets Oshadi Ranasinghe als Partnerin, mit der sie die Vorgabe jedoch nicht ainholen konnte. De Silva erreichte dabei 36 und Ranasinghe 18* Runs. Beste neuseeländische Bowlerin war Hayley Jensen mit 3 Wickets für 5 Runs.
| 4. August Scorecard | Birmingham | Sri Lanka 46 (17.1)              | – | Südafrika 49-0 (6.1) |
|                     |            | Südafrika gewinnt mit 10 Wickets |   |                      |

Südafrika gewann den Münzwurf und entschied sich als Feldmannschaft zu beginnen. Für Sri Lanka konnte Eröffnungs-Batterin Chamari Athapaththu 15 Runs erzielen, jedoch kamen alle ihre Nachfolgerinnen nicht über zehn Runs und das letzte Wicket fiel im 18. Over. Beste südafrikanische Bowlerin war Nadine de Klerk mit 3 Wickets für 7 Runs. Für Südafrika konnten die Eröffnungs-Batterinnen Anneke Bosch (20* Runs) und Tazmin Brits (21* Runs) die Vorgabe im sechsten Over einholen.
| 4. August Scorecard | Birmingham | Neuseeland 71-9 (20)          | – | England 72-3 (11.4) |
|                     |            | England gewinnt mit 7 Wickets |   |                     |

Neuseeland gewann den Münzwurf und entschied sich als Schlagmannschaft zu beginnen. Beste Batterin der neuseeländischen Mannschaft war Maddy Green mit 19 Runs. Alleine Hannah Rowe mit 10* Runs konnte noch eine zweistellige Run-Zahl erzielen. Beste Bowlerinnen für England waren mit jeweils 2 Wickets Katherine Brunt (für 4 Runs), Issy Wong (10 Runs) und Sarah Glenn (13 Runs). Für England konnte Eröffnungs-Batterin Sophia Dunkley zusammen mit der dritten Schlagfrau Alice Capsey eine erste Partnerschaft aufbauen. Capsey schied nach 23 Runs aus und Dunkley nach 19 Runs. Amy Jones konnte dann mit 18* Runs die Vorgabe einholen. Beste neuseeländische Batterin war Amelia Kerr mit 2 Wickets für 27 Runs.

## Halbfinale
| 6. August Scorecard | Birmingham | Indien 164-5 (20)         | – | England 160-6 (20) |
|                     |            | Indien gewinnt mit 4 Runs |   |                    |

Indien gewann den Münzwurf und entschied sich als Schlagmannschaft zu beginnen. Zunächst konnte sich die indische Eröffnungs-Batterin Smriti Mandhana etablieren und an ihrer Seite Shafali Verma etablieren. Ihr folgte Jemimah Rodrigues und Mandhana schied nach einem Fifty über 61 Runs aus. An der Seite von Rodrigues erzielten dann Harmanpreet Kaur 20 Runs und Deepti Sharma 22 Runs. Rodrigues beendete dann das Innings mit ungeschlagenen 44* Runs. Beste englische Bowlerin war Freya Kemp mit 2 Wickets für 22 Runs. Für England bildeten die Eröffnungs-Batterinnen Sophia Dunkley und Danni Wyatt die erste Partnerschaft. Dunkley verlor nach 19 Runs ihr Wicket und wurde durch Alice Capsey ersetzt die 13 Runs erreichte. Wyatt schied nach 35 Runs aus, woraufhin sich eine Partnerschaft zwischen Natalie Sciver und Amy Jones bildete. Jones schied nach 31 Runs aus und Sciver nach 41 Runs. Den verbliebenen Batterinnen gelang es danach nicht die Vorgabe einzuholen. Beste indische Bowlerin war Sneh Rana mit 2 Wickets für 22 Runs.
| 6. August Scorecard | Birmingham | Neuseeland 144-7 (20)            | – | Australien 145-5 (19.3) |
|                     |            | Australien gewinnt mit 5 Wickets |   |                         |

Australien gewann den Münzwurf und entschied sich als Schlagmannschaft zu beginnen. Für Neuseeland etablierte sich zunächst Eröffnungs-Batterin Sophie Devine und an ihrer Seite erzielte Georgia Plimmer 17 Runs. Daraufhin bildete sie eine Partnerschaft mit Amelia Kerr. Devine schied nach einem Fifty über 53 Runs aus und Kerr kurz darauf nach 40 Runs. Die hineinkommende Brooke Halliday erhöhte mit ihren 16 Runs die Vorgabe auf 145 Runs. Beste australische Bowlerin war Megan Schutt mit 3 Wickets für 20 Runs. Die australischen Eröffnungs-Batterinnen Alyssa Healy und Beth Mooney bauten eine erste Partnerschaft auf. Healy schied nach 14 Runs aus und an der Seite von Mooney erreichte Thalia McGrath 34 Runs. Nachdem Mooney nach 36 Runs ihr Wicket verloren hatte, waren es Rachael Haynes mit 19 Runs und Ashleigh Gardner mit ungeschlagenen 19* Runs die die Vorgabe einholten. Beste neuseeländische Bowlerin war Lea Tahuhu mit 3 Wickets für 20 Runs.

## Spiel um den 3. Platz
| 7. August Scorecard | Birmingham | England 110-9 (20)               | – | Neuseeland 111-2 (20) |
|                     |            | Neuseeland gewinnt mit 8 Wickets |   |                       |

England gewann den Münzwurf und entschied sich als Schlagmannschaft zu beginnen. Erst die vierte Schlagfrau der englischen Mannschaft, Natalie Sciver, konnte sich etablieren und 27 Runs erzielen. Ihr folgte Amy Jones, an dessen Seite Sophie Ecclestone 18 Runs gelangen. Jones erreichte bis zu ihrem ausscheiden 26 Runs und am Ende des Innings hatte England der neuseeländischen Mannschaft eine die Vorgabe von 111 Runs gestellt. Beste neuseeländische Bowlerin war Hayley Jensen mit 3 Wickets für 24 Runs. Für Neuseeland konnten die Eröffnungs-Batterinnen Sophie Devine und Suzie Bates eine erste Partnerschaft aufbauen. Bates schied nach 20 Runs aus und wurde gefolgt durch Amelia Kerr. Diese konnte zusammen mit Devine dann die Vorgabe im zwölften Over einholen. Devine erreichte dabei ein Half-Century über 51* Runs und Kerr 21* Runs. Die englischen Wickets erzielten Natalie Sciver und Freya Kemp.

## Finale
| 7. August Scorecard | Birmingham | Australien 161-8 (20)         | – | Indien 152 (19.3) |
|                     |            | Australien gewinnt mit 9 Runs |   |                   |

Australien gewann den Münzwurf und entschied sich als Schlagmannschaft zu beginnen. Eröffnungs-Batterin Beth Mooney fand mit der dritten Schlagfrau Meg Lanning eine Partnerin, mit der sie zusammen 74 Runs erzielte. Lanning schied nach 36 Runs aus und wurde gefolgt von Ashleigh Gardner die 25 Runs erreichte. Mooney verlor nach einem Fifty über 61 Runs ihr Wicket, während Rachael Haynes 18* Runs bis zum Ende des Innings hinzufügte und die Vorgabe auf 162 Runs erhöhte. Beste indische Bowlerinnen waren Renuka Singh mit 2 Wickets für 25 Runs und Sneh Rana mit 2 Wickets für 38 Runs. Nachdem die indische Eröffnungs-Batterin Shafali Verma nach 11 Runs ausgeschieden war, konnte sich die Partnerschaft zwischen Jemimah Rodrigues und Harmanpreet Kaur etablieren, die zusammen 96 Runs erreichten. Nachdem Rodrigues nach 33 Runs ausgeschieden war, verlor auch Kaur nach einem Half-Century über 65 Runs ihr Wicket. Die hineinkommende Deepti Sharma erreichte 13 Runs, was jedoch nicht reichte, nachdem die indische Mannschaft im letzten Over auch das letzte Wicket verloren hatte. Beste australische Bowlerin war Ashleigh Gardner mit 3 Wickets für 16 Runs.